# Выгорь (Всходское сельское поселение)
Выгорь — деревня в Угранском районе Смоленской области России. Входит в состав Всходского сельского поселения. До 2017 года входила в состав Арнишицкого сельского поселения. Население — 34 жителя (2007 год). 
Расположена в юго-восточной части области в 20 км к юго-востоку от Угры, в 5 км восточнее автодороги Знаменка-Спас-Деменск, на берегу реки Дубна. В 11 км восточнее от деревни находится железнодорожная станция Баскаковка на линии Торжок-Брянск. 

## История
В годы Великой Отечественной войны деревня была оккупирована гитлеровскими войсками в октябре 1941 года, освобождена в марте 1943 года.